# ズビグニュー・リプチンスキー
ズビグニュー・リプチンスキー（Zbigniew Rybczyński, 1949年1月27日 - ）は、ポーランド出身の映像作家・映画監督。女子美術大学客員教授。

## 略歴
ウッチ出身。ポーランドの名門映画学校ウッチ映画大学を卒業後、ヨーロッパ・アメリカを中心に映像作家、脚本家、カメラマンとして活躍。現在、アメリカで制作会社ズビッグ・ビジョンを主宰。
1970年初頭よりデジタル技術（HD）を駆使した映像作品を多く発表し、ジョン・レノン、オノ・ヨーコ、ミック・ジャガーなど著名なアーティストのミュージック・ビデオを手がける。高精細度テレビジョン放送（HDTV）技術を用いた映像作品を多数発表。MTVの作品も多く手がけ、この分野でも多くの賞を受賞している。
1982年『タンゴ』にて、第55回アカデミー短編アニメ賞を受賞。1990年『オーケストラ』にてエミー賞特殊技術賞受賞。アヌシー国際アニメーション映画祭ほか、数々の国際的な賞を受賞している。

## 主なミュージック・ビデオ作品
- アート・オブ・ノイズ「CLOSE TO THE EDIT」
- シンプル・マインズ「ALIVE AND KICKING」
- ペット・ショップ・ボーイズ「OPPORTUNITIES」
- チャック・マンジョーネ「DIANA D」
- アラン・パーソンズ・プロジェクト「STEREOTOMY」
- オノ・ヨーコ「HELL IN PARADISE」
- ルー・リード「THE ORIGINAL WRAPPER」
- スーパートランプ「I AM BEGGING YOU」
- ラッシュ「TIME STAND STILL」
- プロパガンダ「P-MACHINERY」
- レディ・パンク「MINUS ZERO」
- ジョン・レノン「IMAGINE」
- 伊東たけし「COWBELL」